# Dénesfalva
Dénesfalva (1883-ig Danisócz, szlovákul: Danišovce, németül: Densdorf) község Szlovákiában, a Kassai kerület Iglói járásában.

## Fekvése
Iglótól 4 km-re keletre fekszik, onnan egy mellékúton közelíthető meg.

## Története
Már 1204-ből származnak információk arra vonatkozóan, hogy ekkor már plébániája volt a községnek. Nevét a 13. század második felében élt birtokosáról, Miklós fia Dénesről kapta, aki IV. László király 1287-ben kiállított oklevelében szerepel. 1317-ben „villa Dionisii” néven Károly Róbert király oklevelében említik először, amikor a király a Csák Máté elleni harcokban tett szolgálataikért megerősíti a szepesi szászok kiváltságait. A középkorban valószínűleg a kisebb falvak közé tartozott és részben szász lakossága volt. 1333-ban „Danusfalua” néven említi oklevél, 1565-ben német nevén: „Dennsdorff” alakban szerepel. 1651-ben „Danisócz” néven említik.
A 18. század végén Vályi András így ír róla: „DANISÓCZ. Dinszdorf, Danisovtze. Tót falu Szepes Vármegyében, földes Ura Gróf Csáki Uraság, lakosai katolikusok, fekszik Odorinnak szomszédságában, Iglótól fél mértföldnyire. Határja ugyan közép termékenységű, réttye tsekélyes, ’s ritka fűvet terem, de mivel elegendő, és hasznos legelője van, ’s mind a’ kétféle fája, piatzozása is közel, holott vagyonnyaikat jól eladhattyák, első Osztálybéli.”
Fényes Elek 1851-ben kiadott geográfiai szótárában így ír a faluról: „Danisócz, Szepes v., tót falu, Iglóhoz keletre 1 1/4 mfdnyire: 200 kath. lak. F. u. gróf Csáky. Ut. post. Lőcse.”
A trianoni diktátumig Szepes vármegye Iglói járásához tartozott.

## Népessége
| Év:            | 1994. | 2004.    | 2014.    | 2024.   |
| -------------- | ----- | -------- | -------- | ------- |
| Emberek száma: | 326   | 454      | 555      | 558     |
| Eltérés:       |       | +39,26 % | +22,24 % | +0,54 % |

| Év:            | 2023. | 2024.   |
| -------------- | ----- | ------- |
| Emberek száma: | 563   | 558     |
| Eltérés:       |       | -0,88 % |

1910-ben 205, túlnyomórészt szlovák lakosa volt.
2001-ben 357 lakosából 356 szlovák volt.
2011-ben 516 lakosából 496 szlovák.

## Nevezetességei
- Szent Mária Magdolna tiszteletére szentelt, római katolikus temploma 1270 körül épült kora gótikus stílusban. 1430-ból származó Mária Magdolna szobra ma a lőcsei Szepesi Múzeumban látható.
- A falu határában ered a csodatévő Szent Magdolna forrás, melynek vize a 15. század óta a szembajok gyógyítására használatos. A forrás mellett kis kápolna áll.